# Роберт (імператор Константинополя)
Роберт I (бл. 1201 — 1228) — 4-й імператор Латинської імперії в 1219—1228 роках.

## Життєпис
Другий син П'єра II де Куртене та Іоланди де Ено. Народився близько 1201 року. У 1216 році батька було обрано імператором Латинської імперії.  У 1217 році батько потрапив у полон до епірського деспота Феодора I, тому регенткою стала Іоланда де Ено.
Після смерті в 1219 році регентші імперії її старший син Філіпп II, маркграф Намюра, відмовився зайняти трон Латинської імперії, тому право на нього перейшло до Роберта, який вирушив з Намюру 1220 року. Поки спадкоємець через Німеччину та Угорщину добирався до своїх володінь з Франції, імперією керував лицар і трувер Конон де Безан.
Роберт був коронований 25 березня 1221 року. Латинська імперія в той час перебувала в дуже складному становищі, оскільки відсутністю міцної влади скористалися Епірський деспотат і Нікейська імперія. З огляду на небезпеку імператор Роберт I звернувся по допомогу до папи римського Гонорія III і французького короля Філіпа II задля оборони Фессалоніки від Епіру, що 1221 року захопив значну частину Фессалії. Проте значної підтримки не отримав.
Водночас імператор вирішив скористатися боротьбою за владу в Нікейській імперії. Він надав допомогу братам Олексію і Ісааку Ласкарісам проти нікейського імператора Іоанна III Ватаца. Втім 1224 року війська останнього в битві при Піманіоні завдали поразки армії Ласкарісів. Внаслідок цього Латинська імперія втратила всі володіння в Малій Азії. Водночас того ж року війська епірського деспота зайняли важливе місто Фессалоніки. Також невдовзі війська Нікейської імперії зайняли Адріанополь і більшу частину Фракії. Латинська імперія опинилася перед загрозою знищення. Але у 1225 році Епірський деспотат і Нікейська імперія розпочали боротьбу між собою, що врятувало імператора Роберта I.
Змушений піти на угоду з Нікейським імператором Іоанном III Дукою Ватаца, Роберт I визнав всі його завоювання і обіцяв одружитися з Євдокією, донькою покійного нікейського імператора Феодора I Ласкаріса, з якою був зарученим. У 1225 році Роберт І звертався до французького короля Людовика VIII по допомогу, але той основні зусилля спрямував проти альбігойців. Але того ж року на чолі хрестоносців прибув Вільгельм VI Монферратський, що спробував відвоювати Фессалоніки. Під час цієї кампанії він раптово захворів і помер.
У 1228 році Роберт I скасував заручини заради шлюбу з донькою артуаського лицаря Балдуїна де Невіла, який загинув у битві при Адріанополі. Васали імператора, роздратовані розладом політичного шлюбу, а також підбурювані колишнім нареченим нової імператриці, вбили її матір, спотворили саму дівчину, відрізавши їй ніс, і робили замах на життя імператора. Рятуючись від підданих, Роберт I залишив Константинополь, перебравшись до Риму. Папа римський переконав імператора повернутися до Константинополя. У 1228 році на шляху до своєї столиці Роберт I помер на півострові Пелопоннес. Владу успадкував його молодший брат Балдуїн II.